# Bryce Walton
Bryce Marvis Walton (geboren am 31. Mai 1918 in Blythedale, Missouri; gestorben am 5. Februar 1988 in Van Nuys, Los Angeles, Kalifornien) war ein amerikanischer Schriftsteller, bekannt vor allem als Autor von Science-Fiction.

## Leben
Walten war der Sohn von Paul Dean Walton und Golda, geborene Powers. Nachdem er in verschiedenen Berufen gearbeitet hatte, besuchte er von 1939 bis 1941 das Junior College in Los Angeles und nach dem Zweiten Weltkrieg von 1946 bis 1947 das California State College ebenda. Ab 1945 war er hauptberuflicher Schriftsteller, der vorwiegend in den Pulp-Magazine veröffentlichte, wobei er meist Pseudonyme verwendete. Zwei seiner Romane wurden ins Deutsche übersetzt.
Neben den Geschichten für die Pulp-Magazine schrieb er auch Drehbücher, darunter für die Fernsehserien Captain Video and His Video Rangers und für Alfred Hitchcock präsentiert, wo er bei sechs Episoden dreimal Drehbuchautor war und viermal die Vorlage lieferte. 1961 wurde Walton mit dem Alfred Hitchcock Best Short Story of the Year Award ausgezeichnet.  Der Fernsehfilm Into the Badlands (1991, Regie: Sam Pillsbury, deutsch als Land der Vergessenen) basiert auf Waltons Kurzgeschichte The Last Pelt von 1954.
1988 ist Walton im Alter von 69 Jahren gestorben.

## Bibliografie
Romane
- Sons of the Ocean Deeps (1952)
  - Deutsch: Tiefseepioniere. Utopia-Großband #130, 1960.
- The Long Night (1952)
- Captain Video and his Video Rangers (1953)
- Cave of Danger (1967)
  - Wildnis unter der Erde. Übersetzt von Otto Weith. Rosenheimer Verlagshaus, Rosenheim 1972.
- Harpoon Gunner (1968)
- Hurricane Reef (1970)
- The Fire Trail (1974)

Sammlungen
- Dr. Cyclops (1967)
- The Merchants of Venus, Thy Name Is Woman, The Victor (2010, mit A. H. Phelps)
- Dark of the Moon and Other Stories (2011)
- Who Killed Helen? (2012)
- The Bryce Walton Boys’ Adventure Megapack (2015)
- Short Science-fiction Stories (2016)

Kurzgeschichten
- The Ultimate World (1945)
- Prisoner of the Brain-Mistress (1946)
- Savage Galahad (1946)
- Sjambok! (1946)
- An Eye for Murder (1947)
- Assignment in the Dawn (1947)
- Blood for the Black Ouanga (1947)
- Dead Trail’s End (1947)
- Design for Doomsday (1947)
- Mo-Sanshon! (1947)
- Princess of Chaos (1947)
- Strange Alliance (1947)
- The Devil Doll (1947)
- The Silver Kraal (1947)
- Victorious Failure (1947)
- Blizzard Hideout (1948)
- Blood for the Black Cloud! (1948)
- Blood of the Brave (1948)
- In His Image (1948)
- Kill Her Again! (1948)
- Mask of the Snake (1948)
- Murder Ranch (1948)
- Rest in Peace (1948)
- Snakehead’s Pardner (1948)
- The Broken Idol (1948)
- The Last Word (1948)
- The Sleeper Is a Rebel (1948)
- Torch Song (1948)
- Whistle-Stop Mayhem (1948)
- A Renegade Returns to Rifle Rock (1949)
- Blind Bullets (1949)
- Flame Gets in Your Eyes! (1949)
- I Wonder Who’s Killing Me Now (1949)
- Mexicali Manhunt (1949)
- Molambe Quest (1949)
- The Green Dream (1949)
- The Joke’s on Murder (1949)
- The Steel God (1949)
- The Survivors (1949)
- Trail Herd from Hell (1949)
- World of No Return (1949)
- Ah, Sweet Mystery of Death (1950)
- Alibi in Bebop (1950)
- Cash in with Corpses (1950)
- Earth Needs a Killer (1950)
- Homicide Snowball (1950)
- Kill Me Once Again (1950)
- Moon of Memory (1950)
- Skid-Row Slaughter (1950)
- Slayer’s Paradise (1950)
- The City of Singing Cubes (1950)
- This Noose Is Yours! (1950)
- Afraid No More (1951)
- Homicide Hacienda (1951)
- Martian Nightmare (1951)
- Murderer’s Three (1951)
- Payment in Terror (1951)
- Polyoid (1951)
- Screen Slay Credit (1951)
- Star Bright (1951)
- The Barrier (1951)
- The Last Laugh (1951)
- The Man (1951)
- Out of the Atomfire (1951, mit Ross Rocklynne)
- A Gentleman’s Courage (1952)
- Bring Your Own Coffin (1952)
- Doomsday 257 A.G.! (1952)
- Dreamer’s World (1952)
- If the Shoe Fits (1952)
- Independence Rock (1952)
- Last Call (1952)
- Man of Two Worlds (1952)
- The Big Cure (1952)
- The Highest Mountain (1952)
- They Never Ride Back! (1952)
- They Will Destroy (1952)
- To Each His Star (1952)
- To the Mountains Born (1952)
- When Better Budgies Are Built (1952)
- Whimwhams (1952)
- By Earthlight (1953)
- Dead Man’s Crossing (1953)
- Draw Fast—Or Die! (1953)
- Dreadful Therapy (1953)
- End of Night (1953)
- Great Heart (1953)
- Hell Is a Southpaw (1953)
- High Road to Hell (1953)
- I Write as I Bleed (1953)
- Minority Decision (1953)
- Old Chief’s Mountain (1953)
- The Agents (1953)
- The Last Answer (1953)
- The Myth-Makers (1953)
- The Victor (1953)
- The White Man’s Work (1953)
- Three’s a Shroud (1953)
- Mary Anonymous (1954)
  - Deutsch: Gegenschlag. In: Donald A. Wollheim (Hrsg.): Die Erde in Gefahr. Moewig (Terra #356), 1964.
- The Big Gamble (1954)
- The Last Hero (1954)
- The Last Pelt (1954)
- The Passion of Orpheus (1954)
- The Rope Game (1954)
- Too Close to the Forest (1954, mit Al Reynolds)
- Awakening (1955)
- Big Frank (1955)
- Fever Street (1955)
- Freeway (1955)
- I’ll Never Tell (1955)
- Jack the Giant Killer (1955)
- Lady’s Man (1955)
- Moon of the World (1955)
- Red Hands (1955)
- The Final Terror (1955)
- The Glob (1955)
- The Midway (1955)
- The Movers (1955)
- The Nostopath (1955)
- The Rabbit (1955)
- Too Late for Eternity (1955)
- Back to Nature (1956)
- Black Lace (1956)
- Black Snow (1956)
- Bridge Game (1956)
- Jailbait (1956)
- Millie (1956)
- Open Heart (1956)
- Over the River (1956)
- Shortcut (1956)
- So I’m Dying (1956)
- Tantrum (1956)
- The Chasm (1956)
- The Contract (1956)
- The Convict (1956)
- The Happy Herd (1956)
- The Last Quarry (1956)
- The Last Spin (1956)
- The Main Point (1956)
- The Naked Terror (1956)
- The Sharks (1956)
- The Third City (1956)
- Who Killed Helen? (1956)
- You Don’t Count for a Damn (1957)
- A Sucker with Cash (1957)
- Bloody Bus Stop (1957)
- Confession (1957)
- Dark of the Moon (1957)
- Dark Windows (1957)
- Don’t Ever Try It (1957)
- Hidden Motive (1957)
- His Own Jailor (1957)
- Murder Joins the Party (1957)
- One Summer Night (1957)
- Security (1957)
- The Deep Place (1957)
- The Devil’s Space Ship (1957)
- The Woman-Chasers (1957)
- War Game (1957)
- A Big Wheel’s Death (1958)
- Black Birds of Doom! (1958)
- George (1958)
- Good-Bye Sweet World! (1958)
- Just Like a Hog (1958)
- One Hot Summer Day (1958)
- Patented Paradise (1958)
- Rough on Rats (1958)
- That Kind of Night (1958)
- The Biggest Job (1958)
- The Cradle (1958)
- The Last Mrs. Birch (1958)
- The Man on the Island (1958)
- The Mind Reader (1958)
- Time to Kill (1958)
- Vampire Girl (1958)
- Doctor Apollo (1958, auch als My Name Is Apollo)
- An Eye for an Eye (1959)
- Free to Die (1959)
- Kill and Tell (1959)
- Nymph, Peep No More (1959)
- Right Place to Die (1959)
- The Girl and the Motorcycle Gang (1959)
- The Greatest Monster of Them All (1959)
- The Runaway (1959)
- Unidentified and Dead (1959)
- The Lamb and the Butcher (1960)
- Run, Murderer, Run! (1960)
- Short Cut Through a Jungle (1960)
- Strictly Psycho (1960)
- Suit of Armor: Size 36 (1960)
- The Cage (1960)
- The Evaporated Girl (1960)
- All the Needless Killing (1961)
- Be Tranquil and Die (1961)
- Dead Drunk (1961)
- Deadly Homicide (1961)
- Guaranteed Rest in Peace (1961)
- The Last Autopsy (1961)
- The Private Eye of Dr. Golynska (1961)
- The Sporting Way (1961)
- The Woman Who Wanted to Live (1961)
- Corrosion (1962)
- Never Hang Another (1962)
- The Recruit (1962)
- The Vengeance of Henry Dowd (1962)
- Welcome Mother (1962)
- You Can’t Run from Murder! (1962)
- Case History (1963)
- Shake-Up (1963)
- The Death of April (1963)
- The Mannequin (1963)
- The Victim (1963)
- Final Exam (1964)
  - Deutsch: Die letzte Prüfung. In: Walter Ernsting (Hrsg.): Expedition nach Chronos. Heyne (Heyne Science Fiction & Fantasy #3056), 1965.
- The Peace Watchers (1964)
  - Deutsch: Der Friedensrichter. In: Walter Ernsting (Hrsg.): Wanderer durch Zeit und Raum. Heyne (Heyne Science Fiction & Fantasy #3031), 1964.
- The Probable Fate of Uncle Jerome (1964)
- All We Unemployed (1965)
- Birthday Party (1965)
- It Was Me Done It to Her (1965)
- Journal of a Leisured Man (1965)
- The Man Who Laughs at Lions (1965)
- The Third Eye (1965)
- The Virgin Cave (1965)
- Actor’s Showcase (1966)
- It’s Murder Out There (1966)
- Old Cops Never Die (1966)
- The Best Is Yet to Be (1966)
  - Deutsch: Tod nach Maß. In: Wulf H. Bergner (Hrsg.): Welt der Illusionen. Heyne (Heyne Science Fiction & Fantasy #3110), 1967.
- The Contagious Killer (1966)
- A Heart Case (1967)
- It’s All George’s Fault (1967)
- More Whale! (1967)
- The Ultimate Gift (1967)
- The Displaced Spirit (1968)
- Troubling of a Star (1969)
- Grinning Jack (1970)
- Bug Out (1972)
- Jungle Ploy (1973)
- The Man on the Stair (1973)
- There Let Her Lie (1973)
- A Time for Sharks (1974)
- Final Judgment (1974)
- Scrogg’s End (1975)
- Number Five (1979)
- Chance for Freedom (1981)

als Kenneth O’Hara:
- The Difference (1951)
- The Mating of the Moons (1953)
- Thy Name is Woman (1953)
- Has Anybody Here Seen Kelly? (1954)
- I Want to Meet Her (1955)
- Sediment (1955)
- Third Party (1956)
- Like Hunting a Rabbit (1957)
- The Floater (1957)
- Touche (1958)
- A Week-End Ghoul (1958)
- The Many Ways of Death (1958)
- I Know I’m Guilty! (1960)
- Promotion Deferred (1961)

als Paul Franklin:
- A Sentimental Guy (1933)
- The Duel (1955)